# The Hurt Locker, Part Two
The Hurt Locker, Part Two je pátá epizoda šesté série amerického hudebního televizního seriálu Glee a v celkovém pořadí stá třináctá epizoda tohoto seriálu. Epizodu napsal jeden z hlavních tvůrců seriálu, Ian Brennan, režírovala ji Barbara Brown a poprvé se vysílala ve Spojených státech dne 30. ledna 2015 na televizním kanálu Fox. Jedná se o druhou část dvojdílné epizody, jejíž první část, s názvem The Hurt Locker, Part One, se vysílala o týden dříve.
Ředitelka Sue Sylvester stále organizuje soutěž mezi New Directions a konkurenčními sbory Vocal Adrenaline a Warblers. Sue se stále snaží dát dohromady Kurta Hummela s Blainem Andersonem a hypnotizuje Sama Evanse, aby pokračoval ve falešném vztahu s Rachel Berry. Mezitím Rachel zoufale hledá nové členy do New Directions, aby sbor mohl vyhrát soutěž.

## Obsah epizody
Po ukončení poslední písně Vocal Adrenaline ředitelka Sue Sylvester (Jane Lynch) oznámí, že ona je jedinou porotkyní této soutěže a že ji protahuje na tři dny, aby dala Kurtu Hummelovi (Chris Colfer) a Rachel Berry (Lea Michele) více času, aby našli více členů, protože New Directions nemá počet alespoň dvanácti členů, který je požadován na všech oficiálních soutěžích sborů. Rachel je rozzlobená na Willa Schuestera (Matthew Morrison) protože porušil jejich dohodu ohledně toho, že Vocal Adrenaline svým vystoupením nezastraší ostatní. Kurt navrhne, že by se Rachel měla snažit najmout bývalou členku sboru, Kitty Wilde (Becca Tobin), i když už předtím otevřeně řekla, že se do sboru nevrátí. Kurt pokračuje ve schůzkách s Walterem (Harry Hamlin), i když se je Sue převlečená za servírku snaží popudit. Sue prozradí Becky Jackson (Lauren Potter), že plánuje odchytit Kurta a jeho bývalého snoubence Blaina Andersona (Darren Criss) do malého uzavřeného prostoru, aby se mohli usmířit. Rachel naléhá na Kitty, aby se znovu přidala k New Directions, ale Kitty je stále zraněná ohledně svých předchozích vzpomínek. Před vystoupením Warblers zůstanou Kurt a Blaine uvězněni ve falešném výtahu.
Sue znovu zhypnotizuje Sama Evanse (Chord Overstreet), aby přesvědčil Rachel k použití naprosto nevhodných písní pro jejich vystoupení. Následující den jsou Kurt a Blaine stále nezvěstní a Sam (v hypnóze) dává Rachel seznam písní a vyznává jí lásku. Rachel luskne prsty, tím zruší jeho stav, požádá ho, aby hledal Kurta a pokusil se také najít nějaké nové členy. Ve výtahu se Kurt a Blaine setkají s loutkou, která připomíná Sue a loutku Billyho z filmu Saw a řekne jim, že aby se zachránili, tak se musí vášnivě políbit. Kitty si své předchozí rozhodnutí rozmyslí, rozhodne se znovu přidat k New Directions a pomůže Rachel dostat se do Suina počítače k tajnému seznamu písní, které v Sue vyvolávají zranitelné emoce. Sam se setkává se Spencerem Porterem (Marshall Williams) a snaží se přesvědčit ho, aby se připojil k New Directions. Rachel se znovu setkává s bývalým vedoucím sboru pro hluché, Daltonem Rumbou (Michael Hitchcock), který je nyní policistou a přesvědčí členy sboru, Jane Hayward (Samantha Marie Ware), Rodericka (Noah Guthrie), Masona McCarthyho (Billy Lewis Jr.) a Madison McCarthy (Laura Dreyfuss), aby ji věřili ohledně jejího seznamu písní dodaného na poslední chvíli a přidává se k nim Spencer, který se nakonec rozhodl ke sboru přidat. Rachel a Will se omluví tomu druhému a zjistí, že za snahou rozhádat je, stála opět Sue.
New Directions začínají se svým vystoupením, když se Kurt a Blaine vášnivě políbí, aby mohli být vysvobozeni. Výběr písní zaútočí na Suiny emoce až do takové hloubky, že vítězi vyhlásí New Directions, na druhém místě skončí Vocal Adrenaline a Warblers jsou až třetí. Hlavní zpěvák Vocal Adrenaline, Clint (Max George) viní Willa za jejich prohru a slíbí mu, že bude jednat. Sue řekne Willovi, že písně také očistily její vztek vůči němu. Kurt a Blaine konfrontují Sue ohledně jejich unesení a řeknou ji, že jim pouze pomohla přenést se přes zášť, kterou pociťovali po rozchodu. Sue se vrátí do skladiště a prozrazuje Becky, že všechny tyto události jsou součástí jejího probíhajícího plánu. Epizoda končí, když New Directions oslavují své vítězství.

## Seznam písní
- „My Sharona“
- „You Spin Me Round (Like a Record)“
- „It Must Have Been Love“
- „Father Figure“
- „All Out of Love“

## Hrají
| Chris Colfer     | Kurt Hummel             |
| Darren Criss     | Blaine Anderson         |
| Dot Jones        | trenérka Shannon Beiste |
| Jane Lynch       | Sue Sylvester           |
| Kevin McHale     | Artie Abrams            |
| Lea Michele      | Rachel Berry            |
| Matthew Morrison | William Schuester       |
| Amber Riley      | Mercedes Jones          |
| Chord Overstreet | Sam Evans               |